# 务本堂
务本堂位于中国浙江省杭州市萧山区进化镇欢潭村277号，由曾任镇江知府的田祚建于清道光年间。建筑坐北朝南，西南邻小洋楼，占地面积1850平方米，中轴线上依次为门楼九间、前楼五间和后楼五间，东西设厢楼，现为多户居住的大杂院。